# ElectroBOOM
梅赫迪·沙達格達（波斯語：ﻣﻬﺪﻯ صَدَقدار，1977年1月13日—）是一名伊朗裔加拿大电气工程师，以其YouTube频道ElectroBOOM聞名於眾。

## 生平
沙達格達生于1977年，于伊朗出生，现居于加拿大温哥华。他分别于1999年与2006年取得德黑兰大学应用科学学士学位与西门菲沙大学应用科学硕士学位。

### Youtube频道
沙達格達自2012年开始经营ElectroBOOM频道，在该频道的视频中常常出现具有喜剧效果的电击与走火事故，沙達格達有意的制造这些「事故」来展示不当操作的危险性。截至2023年8月，ElectroBOOM有超过580万个订阅者，其中点击率最高的影片是「How NOT to make an electric guitar」（如何「不造」一支電吉他）。沙達格達还会不时查看其粉絲在Reddit上為其建立的子板塊「r/ElectroBoom」，並回答粉丝提出的问题。此外，沙達格達偶尔会发布一些拆穿和批评偽科学的视频
在Bilibili上，由FPS罗兹代理ElectroBOOM的中文翻译，在FPS罗兹的帐号发布。